# DIN SPEC 91020
Die DIN-Spezifikation DIN SPEC 91020 „Betriebliches Gesundheitsmanagement“ legte bis 2020 Anforderungen an ein Betriebliches Gesundheitsmanagementsystem fest, die es einer Organisation ermöglichen, ihre betrieblichen Rahmenbedingungen, Strukturen und Prozesse so zu entwickeln und umzusetzen, dass das Arbeitssystem und die Organisation gesundheitsgerecht und leistungsfördernd gestaltet und die Mitglieder der Organisation zum gesundheitsfördernden Verhalten befähigt werden.

## Entwicklung
Die DIN SPEC wurde von der B·A·D Gesundheitsvorsorge und Sicherheitstechnik GmbH beim Deutschen Institut für Normung initiiert und nach PAS-Verfahren von einem Expertengremium entwickelt.
Gemäß den Bedingungen für das PAS-Verfahren enthält die DIN SPEC keine „Aspekte des Arbeits-, Gesundheits-, Umwelt- und Brandschutzes“. Sie ist kein Standard für Gesundheits- und Arbeitsschutzmanagementsysteme. Für Arbeitsschutzmanagementsysteme stehen Standards wie ISO 45001 und OHRIS zur Verfügung.
Die Entwicklung der DIN SPEC begann im September 2011. Beteiligt waren sowohl Vertreter der B·A·D, als auch anderer Anbieter für betriebliches Gesundheitsmanagement, einige Mitglieder des Bundesverbands Betriebliches Gesundheitsmanagement e.V., Mitglieder von Krankenkassen, Berufsgenossenschaften sowie Vertreter von Hochschulen und Zertifizierungsunternehmen. Das Projektmanagement und die Veröffentlichung der DIN SPEC, die im Juli 2012 publiziert wurde, betreute die Koordinierungsstelle Managementsystemnormung (KoSMaS) im Deutschen Institut für Normung.
Der zuständige Lenkungsausschuss im DIN (NAOrg-Beirat) zog die Spezifikation im August 2020 zurück, da ihre wesentlichen Aspekte jetzt von ISO 45001 abgedeckt werden.

## Inhalte
Ausgehend von einem dynamischen Gesundheitsbegriff, der die psychischen, physischen und sozialen Dimensionen von Gesundheit gleichermaßen berücksichtigt und Überlegungen zur Arbeitsbewältigungsfähigkeit integriert, sollte die Organisation Ziele zur Gesundheit in Unternehmen festlegen. Gesundheitsrisiken (negative Belastungen) und -chancen (oftmals auch Ressourcen genannt) sollten in gleichem Maße betrachtet werden und mit sozialwissenschaftlich abgesicherten Methoden gemessen werden.
Aufgrund der Integration des ebenfalls in anderen Managementsystemen bekannten PDCA-Zyklus konnten auf der Grundlage der genannten Ziele und Analyseergebnisse spezifische Maßnahmen entwickelt werden. Diese wurden abschließend in einer Evaluation bezüglich des Zielerreichungsgrads und der Wirksamkeit beurteilt. Dabei sollte Gesundheit in allen Prozessen des Unternehmens berücksichtigt werden. Infolgedessen konnte eine effektivere und zugleich effizientere Wirkung auf die Gesundheit der Mitarbeiter erreicht werden (siehe dazu Weinreich; Weigl: Unternehmensratgeber betriebliches Gesundheitsmanagement). Neben der Berücksichtigung der betrieblichen Aktivitäten und Prozesse sollte Gesundheit ebenfalls in der Aufbauorganisation, vor allem in der Führung, platziert werden. Im Anhang der DIN SPEC 91020 wurden Entsprechungen zur ISO 9001:2008 aufgezeigt, um die Integration in ein bestehendes Qualitätsmanagementsystem zu erleichtern.
„Die Spezifikation ging über rechtlichen Verpflichtungen zum Arbeits- und Gesundheitsschutz und Maßnahmen der betrieblichen Gesundheitsförderung hinaus“, wurde aber vom DIN Institut nur bearbeitet, weil sie als eine im PAS-Verfahren erarbeitete Spezifikation keine Aspekte des Arbeits-, Gesundheits-, Umwelt- und Brandschutzes enthielt. Zudem stellte der Petitionsausschuss des Bundestages im Februar 2014 klar: „Die DAkkS weist darauf hin, dass eine akkreditierte DIN SPEC 91020-Zertifizierung kein System zur bzw. kein Nachweis der Erfüllung der Anforderungen aus gesetzlichen oder behördlichen Arbeitsschutzvorgaben beinhaltet. Die Feststellung [des Petenten], dass die DIN SPEC 91020 kein Arbeitsschutzstandard ist, wird von der DAkkS bestätigt“.

## Zertifizierung
Schon bei der Erstellung der DIN SPEC wurden Akkreditierungsanträge bei der Deutschen Akkreditierungsstelle (DAkkS) in die Wege geleitet. Im Juli 2013 berief die DAkkS eine Ad-hoc-Arbeitsgruppe des SK-M ein, die die Möglichkeiten für Akkreditierungen für DIN SPEC 91020 sondieren soll. Am 1. Dezember 2015 veröffentlichte die DAkkS „Spezielle Anforderungen zur Akkreditierung von Zertifizierungsstellen, die Managementsysteme nach DIN SPEC 91020:2012 'Betriebliches Gesundheitsmanagement' zertifizieren“, die Aspekte des Arbeitsschutzes enthalten, obwohl vom DIN eine Anfrage nach Erarbeitung einer DIN-SPEC nach dem PAS-Verfahren abgelehnt worden wäre, wenn sie "Aspekte des Arbeits-, Gesundheits-, Umwelt- und Brandschutzes enthält". Damit ist es den privatwirtschaftlichen Entwicklern der DIN SPEC 91020 gelungen, eine den Arbeitsschutz betreffende und im PAS-Verfahren entwickelte DIN SPEC ohne Konsensbildung z. B. mit Gewerkschaften auf den Arbeitsschutz anwendbar zu machen.